# SponsorBlock
SponsorBlock est une extension de navigateur gratuite et open source conçue pour ignorer (bloquer) les segments sponsorisés dans les vidéos YouTube.

## Usage
L'extension s'appuie sur une base de données éditée par les utilisateurs pour identifier les parrainages dans les vidéos. Les utilisateurs de l'extension peuvent soumettre des segments sponsorisés dans les vidéos et voter sur les segments que d'autres ont soumis. 
Initialement, SponsorBlock ne pouvait être utilisé que pour soumettre et ignorer des segments de parrainage, mais la prise en charge de plusieurs catégories de segments (telles que les segments d'autopromotion ou d'entracte) est ajoutée en juin 2020.
Les utilisateurs de l'extension peuvent soumettre des horodatages pour les segments de vidéos et choisir une catégorie pour eux. Par défaut, les segments sont automatiquement ignorés par l'extension. Lorsqu'un segment est sauté, une petite pop-up apparaît pendant quelques secondes pour permettre à l'utilisateur de voter sur le segment ou de le "dé-sauter". L'extension suit les statistiques par utilisateur sur le nombre de segments soumis et ignorés.

## Accueil
Le 21 juillet 2020, l'extension est recommandée sur le magasin de modules complémentaires de Firefox. Depuis le 7 avril 2021, SponsorBlock est l'extension notée la plus recommandée.
Au 3 novembre 2021, l'extension compte plus de 117 000 téléchargements sur Firefox et plus de 400 000 téléchargements sur Google Chrome.